# Valentin Zarnik
Valentin Zarnik (14. února 1837 Repnje – 30. března 1888 Lublaň) byl rakouský publicista a politik slovinské národnosti, v 2. polovině 19. století poslanec Říšské rady.

## Biografie
Pocházel z rolnické rodiny, která se okolo roku 1840 přestěhovala do Lublaně. V roce 1842 začal studovat na škole, kde se seznámil s pozdějším slovinským spisovatelem Franem Erjavcem. Od roku 1847 studoval gymnázium. Rodina žila v těžkých finančních podmínkách. Po maturitě roku 1855 odešel na Vídeňskou univerzitu studovat historii. Roku 1857 ovšem přešel na práva, která dostudoval roku 1861. Roku 1864 získal titul doktora práv na Univerzitě ve Štýrském Hradci. Už v mládí i během bachovského neoabsolutismu byl ovlivněn demokratickými a národními myšlenkami. Po obnovení ústavního života se spolu s dalšími studenty obrátil na Karla Dežmana s výzvou k založení slovinského politického listu. Poté, co se Dežman později přiklonil k německé kultuře, se s ním ostře rozešel. V roce 1861 se účastnil pohřbu Pavla Josefa Šafaříka v Praze. V témže roce odešel k baronovi Rauchovi poblíž Záhřebu jako vychovatel a působil u něj po šest let. Měl od Raucha slíbené místo profesora na záhřebské právní akademii, ale poté, co se Zarnik začal vymezovat na podporu chorvatského národního hnutí, byla nabídka stažena. Roku 1867 odešel z Chorvatska. Nastoupil jako advokátní koncipient v Ljutomeru, kde se začal angažovat ve slovinských spolcích. Věnoval se i literární tvorbě, psal politickou satiru a přispíval do tisku. Byl předsedou národní tiskárny v Lublani.
Zasedal v obecní radě v Lublani. V roce 1869 a znovu roku 1870 byl zvolen na Kraňský zemský sněm. Orientován byl liberálně (tzv. Mladoslovinci) a patřil spolu s Josipem Jurčičem a Vošnjakem mezi hlavní politiky mladoslovinců. Pro odpor konzervativnějších Staroslovinců ovšem musel na přelomu 60. a 70. let ještě korigovat některé své postoje v citlivé otázce role náboženství v školství. V roce 1883 rezignoval na zemský mandát a ve volbách 1884 neuspěl.
Zemský sněm ho v prosinci 1871 delegoval i do Říšské rady (celostátní parlament, volený nepřímo zemskými sněmy). Nedostavil se ale do sněmovny, proto byl jeho mandát 23. února 1872 prohlášen za zaniklý.
Zemřel v březnu 1888.